# کدارنات
کدارنات، فیلمی تراژدی به نویسندگی، کارگردانی و تهیه‌کنندگی آبیشک کاپور، ساختهٔ کشور هند در سال ۲۰۱۸ است. فیلم به داستان عاشقانه میان یک دختر هندو به‌نام موکو با بازی سارا علی‌خان و یک پسر مسلمان به‌نام منصور با بازی سوشانت سینگ، در نزدیکی معبد تاریخی کیدارنات (واقع در شهر کیدارنات) در کوه‌های اوتاراکند می‌پردازد. فیلم همچنین اشاره‌ای به باران‌های سیل‌آسای اوتاراکند در سال ۲۰۱۳ دارد.